# Nationalpark Tanjung Puting
Der Nationalpark Tanjung Puting befindet sich in der indonesischen Provinz Zentralkalimantan, im Süden der Insel Borneo. Der Nationalpark geht zurück auf zwei Wildreservate, die in den 1930er Jahren durch die niederländische Kolonialregierung gegründet und 1978 zusammengelegt wurden zum 305.000 ha großen Tanjung Puting Wildlife Reserve. Dieses Reservat wurde 1982 mit Hilfe der Umweltschützerin Birutė Galdikas in einen Nationalpark umgewandelt. 1977 wurde es von der UNESCO zum Biosphärenreservat erklärt. 1996 wurde der Park auf seine aktuelle Größe von 4150 km² ausgeweitet.

## Flora und Fauna
Der Nationalpark schützt ungefähr 6000 Orang-Utans und gilt damit als eines der vorzüglichsten Refugien dieser Tierart auf der Welt. Sie sind durch Palmölplantagen bedroht. Der bedrohte Nasenaffe ist dort auch vorhanden.